# 플리머스 회사
정식 명칭으로 플리머스 버지니아 회사(Virginia Company of Plymouth), 줄여서 플리머스 회사(Plymouth Company)는 17세기 북아메리카 식민지 개척에 나섰던 잉글랜드 왕국의 회사이다. 1606년 런던 버지니아 회사와 함께 제임스 1세로부터 국왕 헌장을 하사받아 북위 38도~45도 사이의 미국 동부 연안 지역에 식민지 건설 사업을 벌였으나 실패로 돌아갔다.

## 역사
플리머스 회사는 잉글랜드 왕국의 플리머스를 기반으로 두었으며, 런던 버지니아 회사와는 회사명이 '버지니아'로 같았기에 '플리머스 회사'로 구분한다. 창립 당시 존 포팜 (John Popham)과 퍼디난도 고지스 (Ferdinando Gorges) 등 플리머스, 브리스톨, 엑서터의 부유층을 상대로 투자를 받았다. 런던 회사와는 사업 대상 영토가 일부 겹쳤는데 이는 경쟁 유도로 식민지의 효율적인 정착을 의도한 것이었지만, 결과적으로 영구적인 식민지를 건설하는 데 성공한 회사는 런던 회사였다.
버지니아 회사는 유럽의 여러 식민제국들이 해외진출을 위해 법인 설립과 국왕의 헌장을 받던 시기에 등장하였다. 동시기 국왕으로부터 설립허가를 받은 회사로는 영국의 동인도 회사와 네덜란드 동인도 회사가 있었다. 하지만 무역독점권과 항구 건설에 의존했던 이들 회사와는 달리 버지니아 회사는 영토 개척을 통해 새로운 사회를 건설한다는 개척식민주의 (Settler colonialism) 전략을 폈다. 초창기 식민지 주민들은 제임스타운 식민지의 사례처럼 자체적인 정치기구를 둔 지속 가능한 공동체를 구축하고자 했던 것이다.
플리머스 회사의 수익구조는 상인들로부터 개척자들의 여비를 지원받는 대가로, 수익 발생 시 이자를 더한 전액을 환급해 주는 것이었다. 플리머스 회사는 1607년 8월 기프트 오브 갓 (Gift of God) 호와 메리 앤 존 호 (Mary and John)라는 두 척의 배에 100여명의 정착민을 태우고 오늘날 미국 메인주 일대에 포팜 식민지 (Popham colony)를 건설하였다. 포팜 식민지는 존 포팜의 조카인 조지 포팜과 월터 롤리의 조카인 롤리 길버트가 이끌었다. 같은 시기 런던 회사는 그보다 더 남쪽의 버지니아주 일대에 제임스타운 식민지를 건설하였다.

## 쇠퇴
1607년 겨울, 두 식민지에 추위가 닥쳤지만 파펌 식민지는 제임스타운 식민지보다 형편이 훨씬 나았다. 그 해에 사망한 유일한 주민은 식민지를 이끌던 조지 파펌이 유일했다. 그해 12월 주민 50명이 잉글랜드로 돌아왔으며, 6개월 동안 식민지의 지휘권은 부사령관인 롤리 길버트에게 넘어갔다. 1608년 가을 고국 잉글랜드에서 보내진 보급선을 통해 새로운 소식이 알려졌다. 롤리 길버트는 형의 사망으로 작위와 땅을 물려받았으며, 플리머스 회사의 주요 투자자인 존 팝햄이 사망했다는 소식이었다. 이에 길버트는 고국으로의 귀환을 택했고, 낙담한 식민지 주민들도 그를 따라 파펌 식민지를 버리고 귀환을 택했다.
식민지를 이끌 지도력의 부재 외에도 환경적인 문제도 존재하였다. 파펌 식민지는 현지 원주민과의 관계가 악화되었고, 주변 부족과의 교역도 불가능해진 상황이었다. 여기에 개발할 수 있는 천연자원도 부족했으며, 이를 활용할 수 있는 숙련 노동자도 얼마 없었다. 더군다나 제임스타운 식민지보다 두 달 늦게 도착하는 바람에 메인의 혹독한 겨울에 대비할 시간이 부족했던 점도 주민들의 의욕을 꺾었다. 따라서 제임스타운과는 다르게 파펌 식민지의 주민들은 수익화할 수 있는 자원이나 생산물을 개척하기도 전에 식민지를 포기하게 되었다. 그러나 파펌 식민지는 아메리카 대륙의 영국 식민지로서는 최초로 버지니아호라는 이름의 배를 건조해낸 업적을 남겼다. 또한 영구 정착에는 실패했으나 지역 주민과 지리환경에 대한 지식은 뉴잉글랜드 위원회로부터 추후 전개될 식민지 개척 시도에 유용한 것으로 평가받았다.
1608년 파펌 식민지가 버려지면서 비활동 상태에 놓였던 플리머스 회사는 1620년 뉴잉글랜드 헌장 체결로 뉴잉글랜드 플리머스 위원회 (Plymouth Council for New England)라는 조직으로 재탄생했다. 당시 플리머스 회사 소속으로 남았던 특허권자가 40명이었고, 이들의 활동을 감독하기 위해 뉴잉글랜드 위원회를 설립한 것인데 1624년에 특허 운영을 중단하였다.
뉴잉글랜드 위원회는 1624년 이후에도 식민지 개척자들을 상대로 특허를 발급하였으며, 그 가운데 뉴햄프셔의 존 메이슨에게 발급한 특허, 1630년 브래드퍼드 특허로 설립된 뉴플리머스 식민지 등이 있었다. 뉴잉글랜드 위원회는 그로부터 5년 뒤인 1635년 해산되었다.